# Hippoporidra granulosa
Hippoporidra granulosa är en mossdjursart som beskrevs av Canu och Bassler 1930. Hippoporidra granulosa ingår i släktet Hippoporidra och familjen Hippoporidridae. Inga underarter finns listade i Catalogue of Life.